# بار بحرانی اویلر
نیروی بحرانی بیشترین نیرویی است که یک ستون می‌تواند تحمل کند بدون اینکه خم شود و کمانش کند. این بار بحرانی از این فرمول به دست می‌آید:

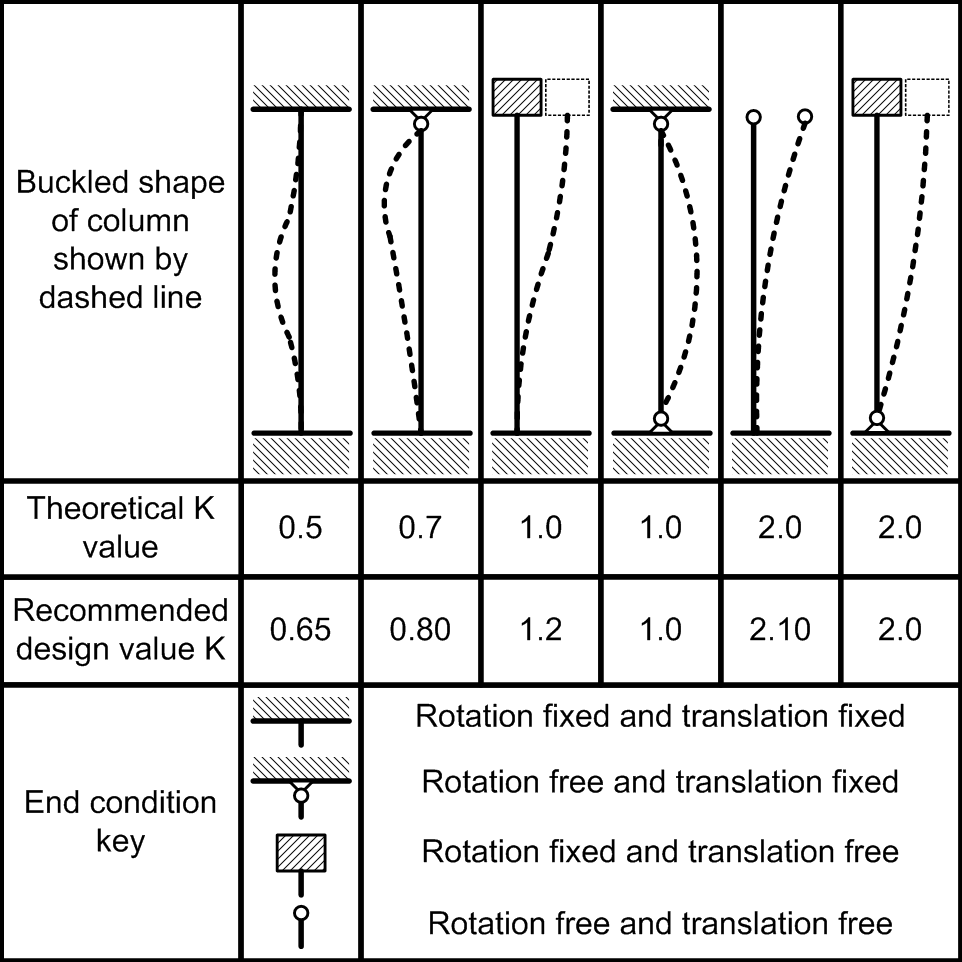
شکل ۱: عوامل مؤثر بر طول مؤثر برای بار بحرانی اویلر در طراحی عملی، برای بهبود طراحی از داده‌های این جدول ا ستفاده کنید.

 {\displaystyle P_{cr}={\frac {\pi ^{2}EI}{(KL)^{2}}}}
به طوری که
{\displaystyle P_{cr}} ، بار بحرانی اویلر (بار فشاری وارد بر ستون)
{\displaystyle E} ، مدول الاستیسیته که وابسته به جنس ستون است،
{\displaystyle I} ، ممان سطح کوچکتر برای سطح مقطع ستون،
{\displaystyle L} ، طول آزاد ستون،
{\displaystyle K} ضریب طول مؤثر ستون
لئونارد اویلر که یک ریاضیدان سوئیسی بود در سال ۱۷۵۷ این فرمول را به دست آورد. اگر بار وارده از بار بحرانی کمتر باشد ستون دچار کمانش نخواهد شد و صاف باقی می‌ماند. نیروی بحرانی بیشترین نیرویی است که سازه تحمل می‌کند و در عین حال دچار خیز جانبی (کمانش) نمی‌شود. به ازای نیروهای بیشتر از نیروی بحرانی، ستون به‌طور جانبی خیز برمی‌دارد. نیروی بحرانی ستون را در یک حالت تعادل ناپایدار قرار می‌دهد. نیرویی با مقداری فراتر از نیروی بحرانی باعث می‌شود تا سازه کمانش کند (توجه شود که کمانش هم نوعی واماندگی است). هر چه مقدار نیرویی که فراتر از نیروی بحرانی است بیشتر شود، خیز جانبی تیر بیشتر می‌شود تا جایی که از جهات دیگر مثلاً از نظر معیار تسلیم دچار واماندگی شود.
در حدود سال ۱۹۰۰ میلادی، جی.بی. جانسون نشان داد که برای تیرهای با نسبت لاغری پایین باید از فرمول جایگزینی استفاده شود.

## فرضیات مدل

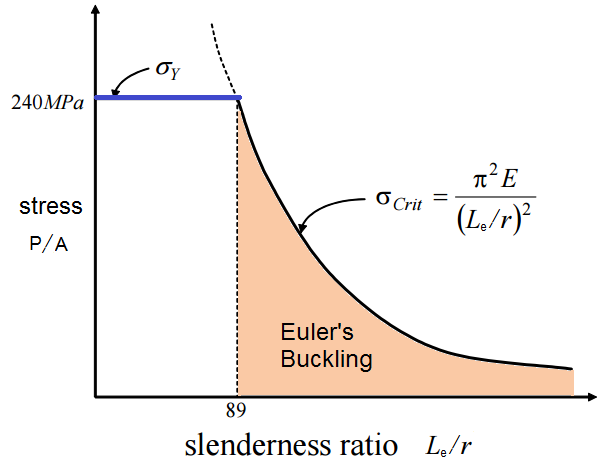
شکل ۲:تنش بحرانی به ازای نسبت لاغری برای فولاد، برای E = ۲۰۰ GPa، استحکام عملکرد = ۲۴۰ MPa

اویلر با این فرضیات فرمول خود را به دست آورد:
1. جنس ستون همگن و ایزوتروپیک (همسانگرد) است. ۲. نیروی فشاری وارد بر ستون فقط محوری است. ۳. ستون از تنش اولیه برخوردار نیست. ۴. از وزن ستون صرف نظر می‌شود. ۵. ستون در ابتدا مستقیم است. (بار محوری بدون خروج از مرکز) ۶. اتصالات پینی بدون هیچ اصطکاکی هستند (ممانی به ستون وارد نمی‌کنند) و انتهای ستون ثابت است (نه خیز برمی‌دارد و نه می‌پیچد) ۷. مقطع ستون در طول تیر ثابت است. ۸. تنش مستقیم در مقایسه با تنش خمشی ناچیز است. (بار فشاری در محدوده الاستیک است) ۹. طول ستون در مقایسه با ابعاد سطح مقطع بسیار بزرگ است. ۱۰. ستون فقط در قالب کمانش دچار واماندگی می‌شود. این در صورتی درست است که تنش وارد بر مقطع ستون از تنش تسلیم کمتر باشد.
{\displaystyle \sigma ={\frac {P_{cr}}{A}}={\frac {\pi ^{2}E}{(L_{e}/r)^{2}}}<\sigma _{y}}

برای تیرهای باریک، تنش ناشی از کمانش معمولاً از تنش تسلیم کمتر است و همچنین در ناحیه الاستیک است. در مقابل، برای یک ستون ضخیم تنش ناشی از کمانش می‌تواند بیشتر از تنش تسلیم باشد.
داریم:
{\textstyle {\frac {L_{e}}{r}}} ، نسبت لاغری،
{\displaystyle L_{e}=KL} ، طول مؤثر،
{\textstyle r={\sqrt {\operatorname {I}  \over \operatorname {A} }}} ، شعاع ژوراسیون،
{\displaystyle I} ، ممان سطح،
{\displaystyle A} ، سطح مقطع.

## محاسبات ریاضی: ستون پین شده
مدل زیر برای ستونهایی است که در هر انتها پین شده‌اند ({\displaystyle K=1})
در ابتدا توجه کنید که هیچ واکنشی در انتهای لولایی وجود ندارد. پس هیچ نیروی برشی ای در هیچ‌یک از مقاطع ستون وجود ندارد. دلیل آن می‌تواند از تقارن (واکنش‌ها باید هم راستا باشند) و تعادل گشتاورها (واکنش‌ها باید در جهات مخالف هم باشند) برداشت شود.
استفاده از نمودار جسم آزاد در سمت راست شکل ۳ و جمع کردن گشتاورها حول نقطهٔ A نتیجه می‌دهد:
{\displaystyle \Sigma M=0\Rightarrow M(x)+Pw=0}
که در آن w خیز جانبی است
طبق نظریه اویلر-برنولی برای تیرها، خیز یک تیر به گشتاور خمشی مرتبط می‌شود:
{\displaystyle M=-EI{\frac {\mathrm {d} ^{2}w}{\mathrm {d} x^{2}}}} ،
بنابراین:
{\displaystyle EI{\frac {d^{2}w}{dx^{2}}}+Pw=0}
فرض کنید {\displaystyle \lambda ^{2}={\frac {P}{EI}}} ، بنابراین:
{\displaystyle {\frac {d^{2}w}{dx^{2}}}+\lambda ^{2}w=0}

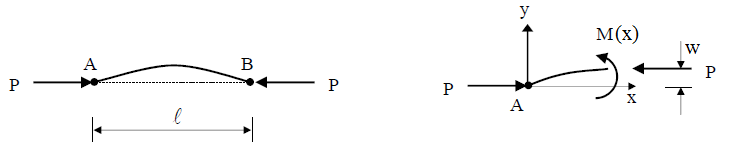
شکل۳: ستون دو سر پین شده تحت بار خمشی.

پس ما یک معادله دیفرانسیل مرتبه دو همگن(ODE) داریم
پاسخ عمومی این معادله عبارت است از: {\displaystyle w(x)=A\cos(\lambda x)+B\sin(\lambda x)} ، به طوری که {\displaystyle A} و {\displaystyle B} ثابت‌هایی هستند که باید به کمک شرایط مرزی تعیین شوند:

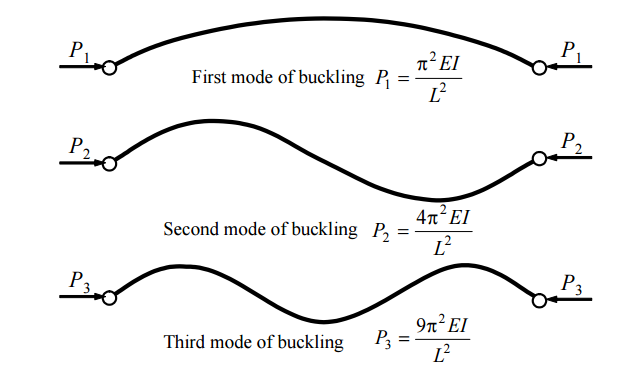
شکل ۴: سه حالت اول بارهای کمانش

- انتهای سمت چپ پین شده{\displaystyle \rightarrow w(0)=0\rightarrow A=0}
- انتهای سمت راست پین شده {\displaystyle \rightarrow w(l)=0\rightarrow B\sin(\lambda l)=0}

اگر {\displaystyle B=0} ، هیچ گشتاور خمشی وجود ندارد و ما جواب بدیهی را دریافت می‌کنیم {\displaystyle w(x)=0} .
با این حال، از سوی دیگر داریم {\displaystyle \sin(\lambda l)=0} با فرض {\displaystyle \lambda _{n}l=n\pi } ، برای {\displaystyle n=0,1,2,\ldots }
در ترکیب با {\displaystyle \lambda ^{2}={\frac {P}{EI}}} همان‌طور که قبلاً تعریف شده بود، مقادیر بار بحرانی عبارتند از:
{\displaystyle P_{n}={\frac {n^{2}\pi ^{2}EI}{l^{2}}}} ، برای {\displaystyle n=0,1,2,\ldots }
و بسته به مقدار {\displaystyle n} ، حالت‌های مختلف کمانش تولید می‌شود همان‌طور که در شکل ۴ نشان داده شده‌است. اگر n = ۰ کمانش رخ نمی‌دهد.
از لحاظ نظری، هر مدی از کمانش امکان‌پذیر است؛ ولی اگر نیروی اعمالی به‌طور تدریجی افزایش یابد تنها شکل اول به وجودخواهد آمد.
بار بحرانی اویلر برای ستونی که انتهای آن پین شده:
{\displaystyle P_{cr}={\frac {\pi ^{2}EI}{l^{2}}}}
و وقتی که مد اول کمانش اتفاق می‌افتد شکل ستون کمانش یافته به این صورت خواهد بود:
{\displaystyle w(x)=B\sin \left({\pi  \over l}x\right)} .

## محاسبات ریاضی: رویکرد کلی

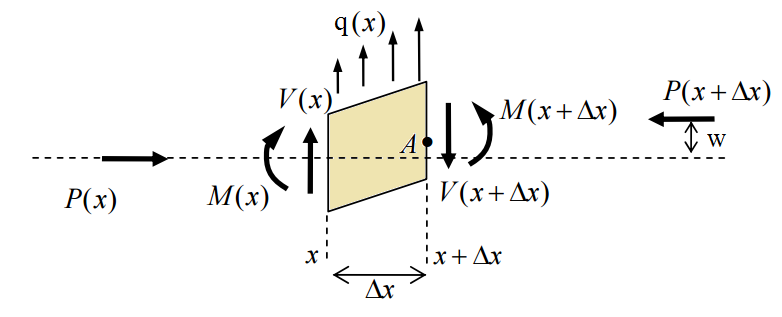
شکل ۵: نیروها و گشتاورهای وارد بر یک ستون

معادله دیفرانسیل به دست آمده حول محور ستون به این صورت است:
{\displaystyle {\frac {d^{4}w}{dx^{4}}}+{\frac {P}{EI}}{\frac {d^{2}w}{dx^{2}}}={\frac {q}{EI}}}
برای ستونی که فقط بار محوری تحمل می‌کند، بار جانبی {\displaystyle q(x)} از بین می‌رود و با جایگذاری {\displaystyle \lambda ^{2}={\frac {P}{EI}}} ، داریم:
{\displaystyle {\frac {d^{4}w}{dx^{4}}}+\lambda ^{2}{\frac {d^{2}w}{dx^{2}}}=0}
این یک معادله دیفرانسیل مرتبه چهارم همگن است و پاسخ عمومی آن با این صورت است:
{\displaystyle w(x)=A\sin(\lambda x)+B\cos(\lambda x)+Cx+D}
چهار ثابت {\displaystyle A,B,C,D} موجود در {\displaystyle w(x)} با توجه به شرایط مرزی (محدودیت‌های انتهایی) تعیین می‌شوند. سه حالت پیش می‌آید:
1. پین شده:
{\displaystyle w=0} و {\displaystyle M=0\rightarrow {d^{2}w \over dx^{2}}=0}
2. انتهای گیردار:
{\displaystyle w=0} و {\displaystyle {dw \over dx}=0}
3. پایان آزاد:
{\displaystyle M=0\rightarrow {d^{2}w \over dx^{2}}=0} و {\displaystyle V=0\rightarrow {d^{3}w \over dx^{3}}+\lambda ^{2}{dw \over dx}=0}

برای هر یک از این شرایط تکیه گاهی و مرزی یک مسئله مقدار ویژه باید حل کنیم. با حل این مسائل بار بحرانی برای هر یک از شرایط بیان شده در شکل ۱ به دست می‌آید.